# エクアドルの歴史
エクアドルの歴史（エクアドルのれきし）では、エクアドルの歴史について述べる。

## 先コロンブス期

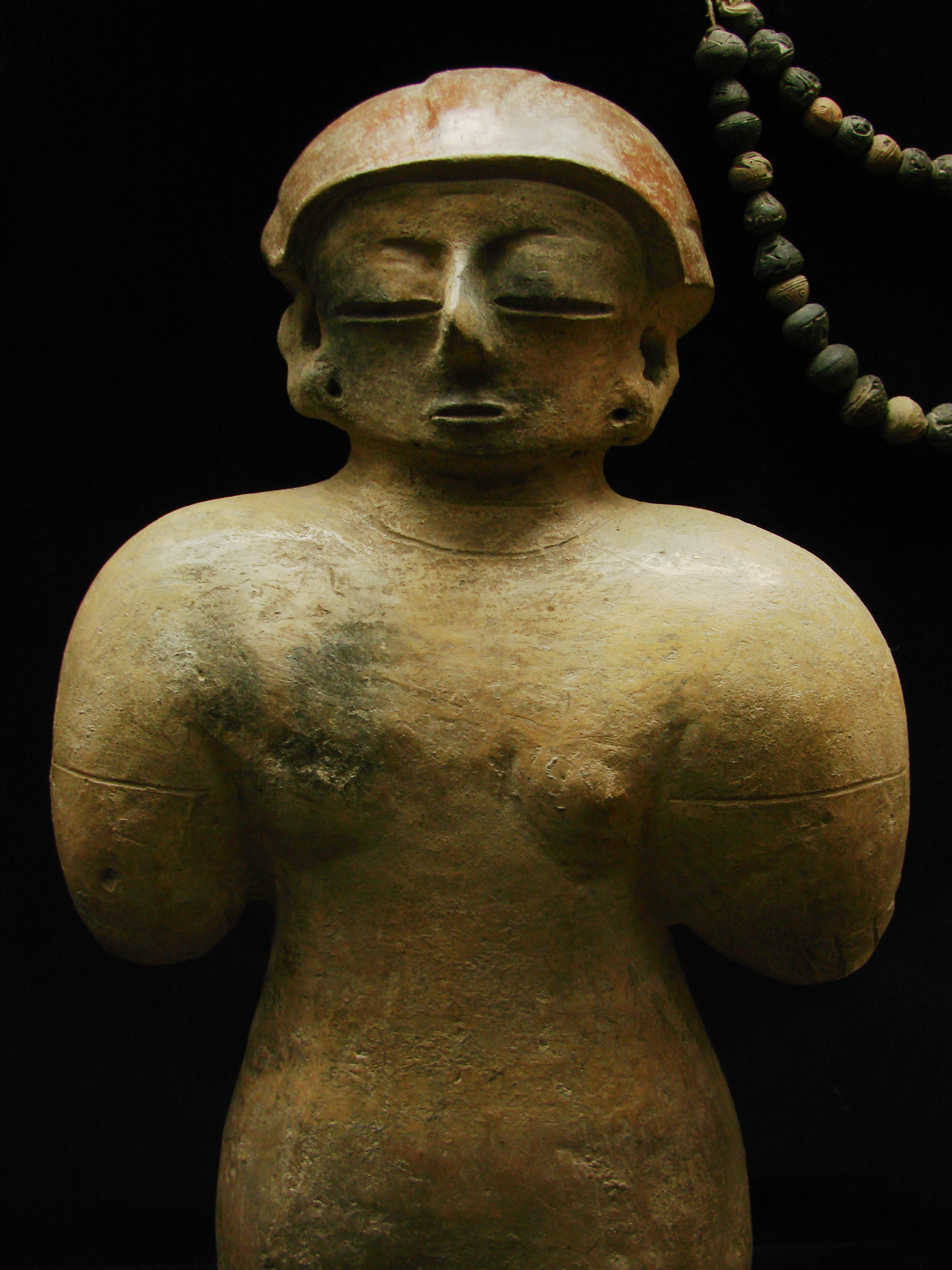
チョレーラの土偶。バルディヴィアに比べて大型で豊満である。頭の被り物は小さくやや一般的でない形式

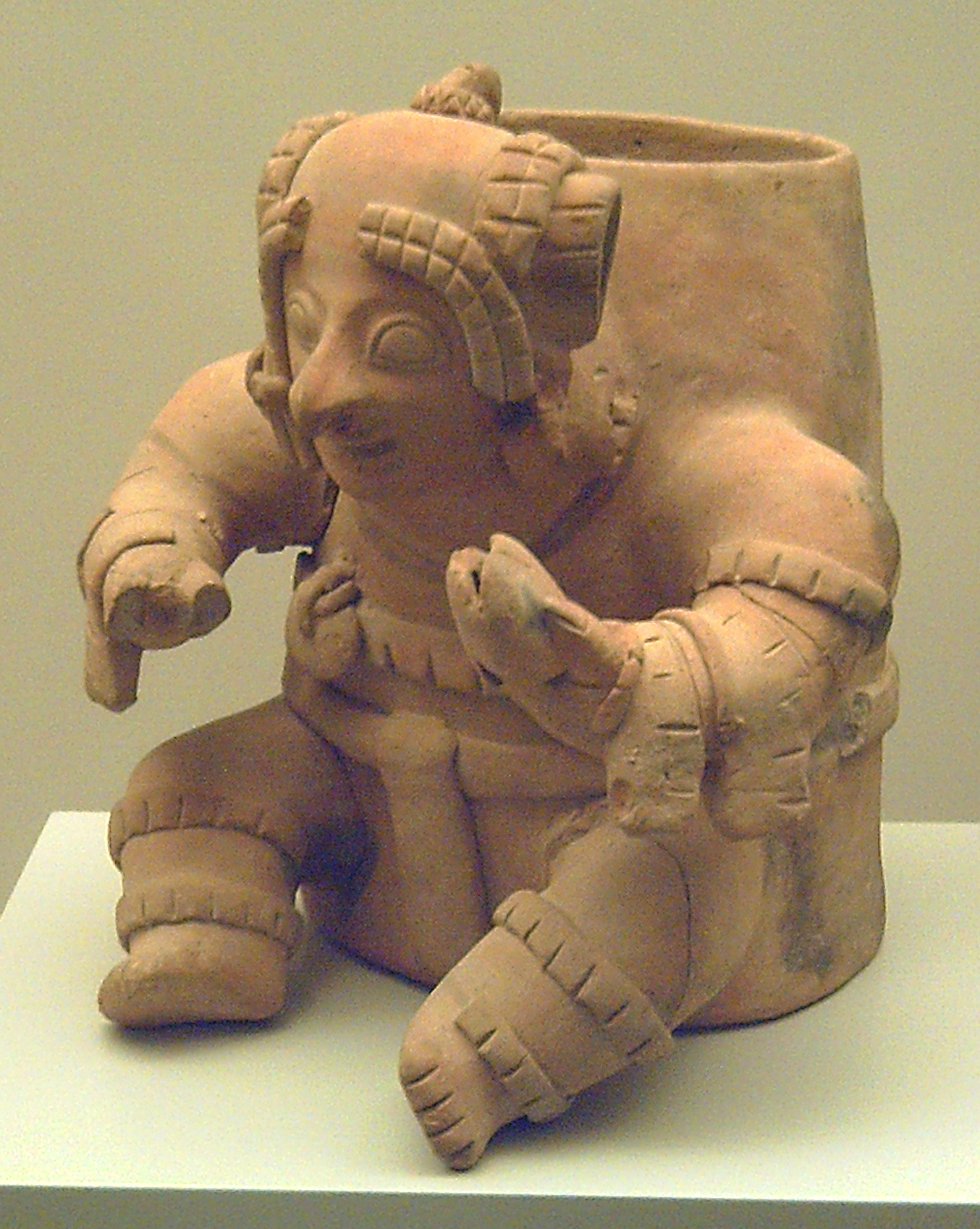
ハマ・コアケの土偶。

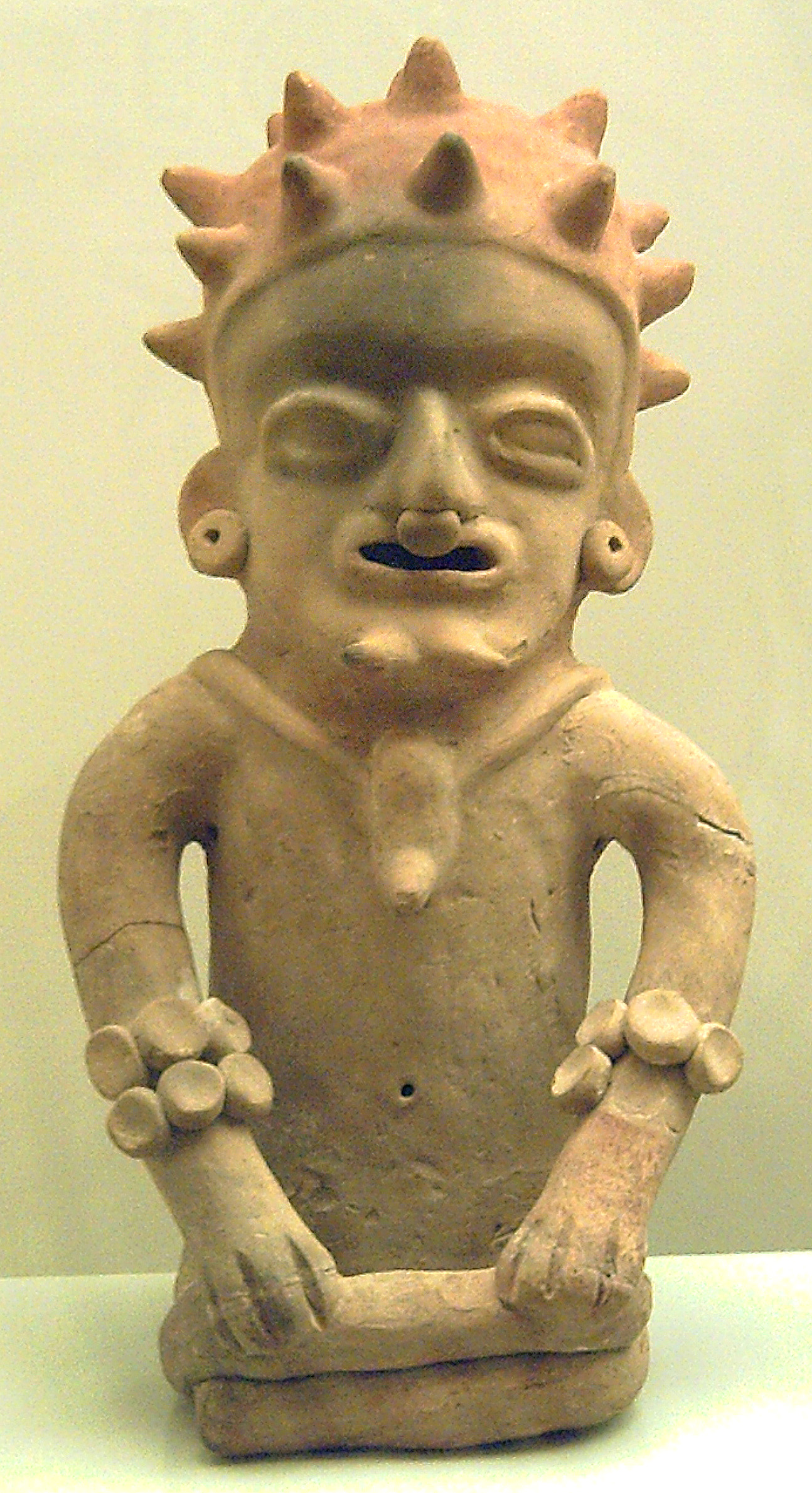
バイーア文化の土偶。特徴的ないぼ状の頭飾りをつけていて、神官の座像と考えられている。

エクアドルにおける人間の活動は、エル・インガやチョブシ洞穴の発掘により、およそ紀元前10000年頃には始まっていたと確認されている。
紀元前6000年からトウモロコシ、ヒョウタンの栽培が始まり、紀元前4000年頃から土器の製作が開始される。それ以後の時期区分は、紀元前4000年頃から同300年頃までを形成期、紀元前300年頃から紀元700年頃までを地方発展期、紀元700年頃以降からスペインの征服によって植民地時代になる16世紀前半までを統合期と区分している。
エクアドルの南海岸グァヤス地方に興ったバルディヴィア文化（紀元前4000年頃から同1500年頃）は、おおむね10cm弱で呪符のように平たくのっぺりとした女性の土偶とTの字型、三角形、様式化された人面装飾、羽状ないしヘリンボーン（杉綾文様）のような文様を始めとする幾何学的な刻線文、貼付文、爪形文など様々な文様を刻んだ土器で知られる。そういった文様と丸底の鉢が多いという特徴は、土器がヒョウタン容器を模して作られたことを示している。土器の文様のうち、一部のものが九州の縄文時代前期から中期の初頭の土器、例えば曽畑式などと酷似していることで知られる。バルディヴィア遺跡を調査したエヴァンス夫妻やベティ・メガースが60年代に唱えた「太平洋横断伝播接触説」（Pacific Contact）古田武彦「倭人南米交流説」などがある。実際に伝播があったかどうかについては、型式的な比較で全てが同じではあるとはいえないことと、器形や伝播経路などから考えて不可能であるとする反対意見も存在するが、この仮説は駐日エクアドル大使がエクアドルの土器と日本の土器の類似性に触れるなどの影響を与えており、土器の相対編年を重視するエヴァンス夫妻の研究は大貫良夫ら日本人研究者がエクアドルの歴史を研究するきっかけの一つとなった。また、遺構としては、茅葺様の住居跡や祭祀を行ったと思われる公共的な建造物が作られた。現在確認されている最大級の集落遺跡としては、サンタエレナ半島南部の海岸から2km内陸に位置するレアル・アルトが挙げられる。レアル・アルトは、紀元前2800年から同2600年頃に著しく発展を遂げ、その規模は300m - 400m四方にまで達した。集落は、祭祀用と考えられる建物二棟がある長方形の広場を囲むように住居が配置されていた。
生業としては、一般的に魚骨や多量の貝殻、カニの殻のほか鹿骨なども確認されるほか、トウモロコシ、ヒョウタンに加えて、タチナタマメ、カンナなどの栽培が行われていたことが植物遺存体やプラント・オパール分析で判明している。また装身具のなかにはペルーでも用いられていた貴重品であるスポンディルス貝(ウミギクガイ)で作られた首飾りや面などが見られ、遠方との交易が行われていたことも示していた。
バルディヴィア文化に続いて海岸地方では、マチャリーリャ文化が紀元前1500年頃から同1200年頃に興る。マチャリーリャ文化の時期に鐙型注口土器が出現し、ペルーのチャビン文化に影響を与えたのか、それともマチャリーリャが起源なのか研究者の間で議論になっている。またマチャリーリャ文化の時期に初めて40cmに達する大型で中空の土偶が出現した。いずれにしてもクピスニケ・スタイルの太い注口をもち、チャビン的な文様（チャビノイデ）が刻まれた土器がエクアドルからも出土している。ひきつづく海岸地方の形成期後期（紀元前1200年頃 - 同200年頃）は、チョレーラ文化の時代になる。チョレーラ文化は、マチャリーリャ文化の伝統を引き継ぎ大型の中空土偶を発達させる。チョレーラ文化の土偶は、前面が型をとって作られ、背面が手づくねで作られた。バルディヴィアの場合と異なり完形品で発見される。目立つのは赤色スリップで彩色され刻線で文様が付けられ、大きな被り物をつけて目を閉じて「気をつけ」の姿勢をした直立の女性像である。墳墓の副葬品や祭祀に用いるために大切に安置されたものではないかと推察される。一方で高地では、バルディヴィア並行の前期ナリーオ文化、チョレーラ並行の後期ナリーオ文化のほかに、首都キトがあるキト台地に紀元前1500年から同500年頃に位置づけられるコトコリャオ文化の集落が確認されている。住居跡は、方形の堀くぼめられて柱穴を伴い、一辺が4 - 5m、他辺が6 - 8mの長方形である。石材などを用いているわけではないので建物自体が残っているわけではない。鐙型注口土器、石製の鉢、臼、耳飾り、斧のほか骨角器が確認されている。
地方発展期（紀元前300年から紀元700年頃）には、階層社会や祭祀センターなどが成立した。
中部海岸で、ネガティブ技法の土器と人間や動物を象ったた素朴であるが彩色の施された、もしくは彩色の無い頭にいぼ状の頭飾りをつけた土偶で知られるバイーア文化、中空で写実的な型どりの土偶を作ったハマ・コアケ文化が知られる。ハマ・コアケの土偶は、鮮やかな彩色が施され、農具、笛、服、頭飾り、農作物などの装飾が別々に作られ、あたかも着せ替え人形のように取り外しが可能になっている。神官や戦士を思わせる土偶が見られる。ハマ・コアケの大祭祀センターは、やや内陸のサン・イシドロにマウンド群が確認されている。国土の北端部の海岸には、ラ・トリータ文化で、型を使って人物や牙を生やした怪人など超自然的存在を表現した土偶が作られた。ラ・トリータの大センターもラ・トリータ島に40基ものマウンド群が確認されている。また、ラ・トリータは黄金、トゥンバガやプラチナを用いた仮面や装身具の金属加工に優れ、コロンビア南端のトゥマコ様式との関連が推察される。一方、高地ではネガティブ技法で幾何学文を施した細長い甕や鉢で知られるトゥンカワン文化が栄えた。
紀元700年から16世紀半ばまでは統合期と呼ばれ、シエラ(高地)でパンサレオ文化、海岸地帯で、黒色に磨かれて頭に皿をつけた男性立像や「石の座席」と呼ばれるうずくまった人物やネコ科動物がU字状の台を背負ったような石彫で知られるマンテーニョ文化が栄えた。「石の座席」は元々祭祀に用いられた建物の内壁にそって並べられていたことが、マンテーニョ文化に属するアグア・ブランカ遺跡の調査で判明した。
統合期の社会については、サランゴと呼ばれる強力な首長を戴いた首長制社会が成立していたことがスペイン人の残した記録から明らかになっている。

## タワンティンスーユの支配

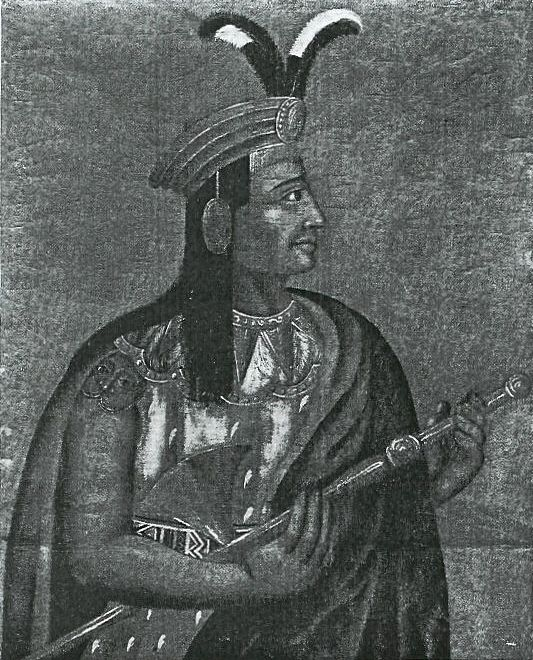
キトの皇帝アタワルパ。

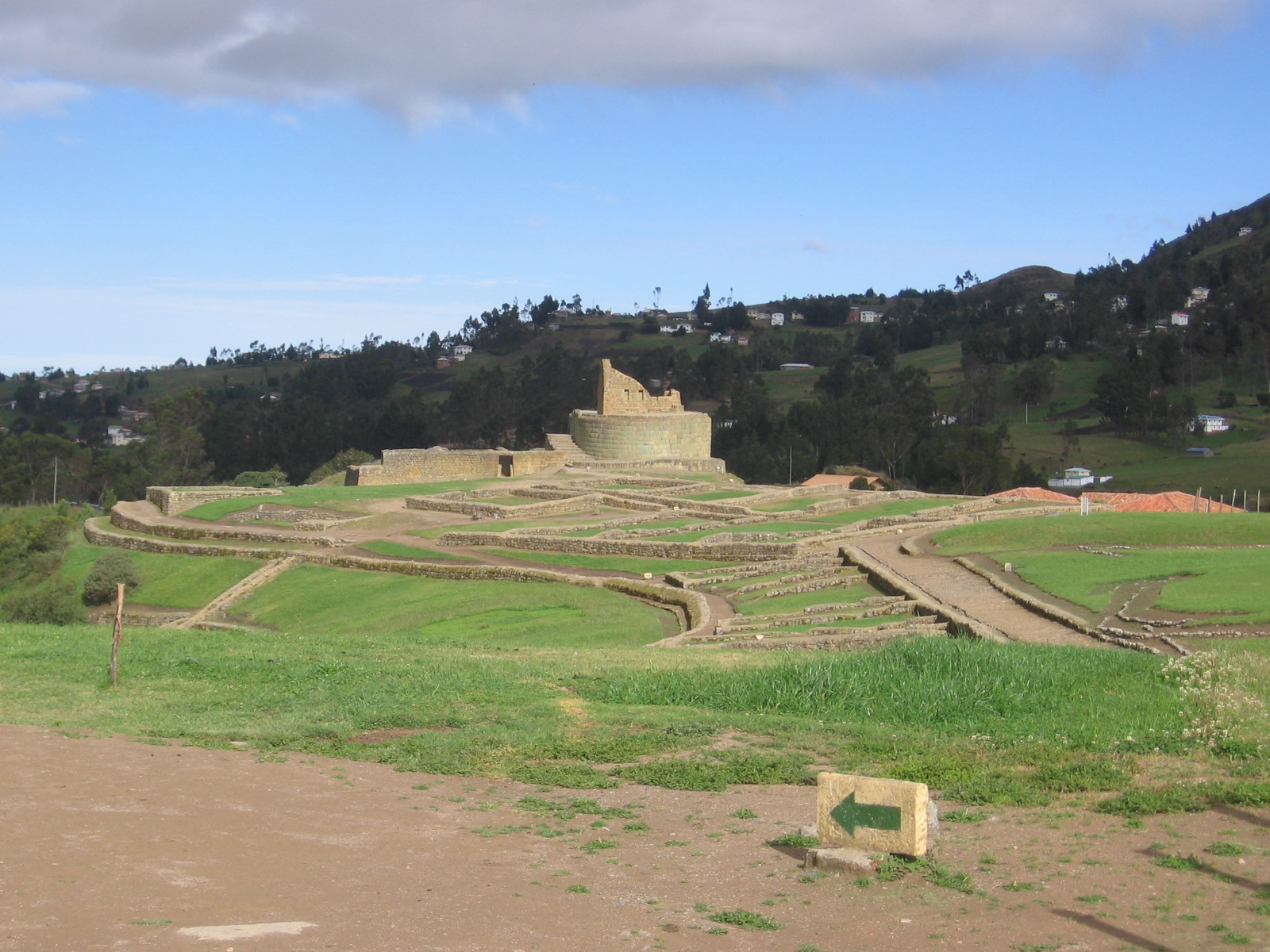
インガピルカの遺跡。

現在のエクアドルに成立した諸文化は、最終的に15世紀後半にタワンティンスーユ（インカ帝国）の皇帝 トゥパク・インカ・ユパンキによって征服された。後にインカ帝国は、北はエクアドルとコロンビアとの国境、南はチリ北部に至る南北4000kmを支配するまでの大帝国になった。
インカ皇帝ワイナ・カパックには二人の息子がおり、キト北方出身のオタバロ族の母親を持つアタワルパにキトを支配させ、もう一人の息子ワスカルに首都クスコを支配させることを提案した。しかし、16世紀初め頃からパナマ地峡を通じてヨーロッパからもたらされた疫病により、ワイナ・カパックが亡くなると帝位継承を巡って内乱が起こった。

## スペイン植民地時代

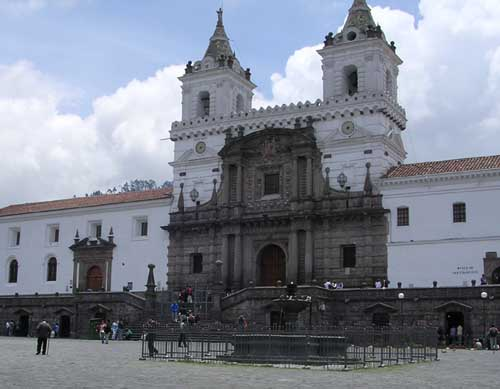
キトのサン・フランシスコ教会。

1526年にスペイン人の植民地が建設されていたパナマから、征服者を指揮するフランシスコ・ピサロが内戦によって引き裂かれたインカ帝国の現エクアドル海岸部に上陸した。ピサロは一旦スペインに帰国した後、1531年に再びインカ帝国に上陸し、インカ帝国に征服された諸部族、特にトメバンバ（現クエンカ市）の協力を利用して情勢を有利に導き、1532年11月にカハマルカの戦いにて皇帝アタワルパを捕らえ、身代金が支払われた後の翌1533年7月26日にアタワルパを処刑した。現在のエクアドルに相当する地域では、カニャーリ人と結んだスペイン人のセバスティアン・デ・ベナルカサールが現地の武将ルミニャウイを打倒して征服を完了し、1534年8月28日にサン・フランシスコ・デ・キートを建設した。
征服後、現在のエクアドルに相当する地域はペルー副王領の一部に編入され、スペイン人による植民地支配が始まった。キトはペルー副王領の統治下に置かれ、副王領の首都はペルーのリマに置かれた。1563年にはキトにアウディエンシア（聴聞庁）が設置された。ペルー副王領の行政組織は第五代副王フランシスコ・デ・トレド(任:1569-1581)によって整備された。征服以降インディオと呼ばれるようになった先住民はレドゥクシオンに強制集住させられ、またミタ制のような先住民強制労働制度の整備に従って、アルト・ペルーのポトシ鉱山にて酷使させられ、重労働と疫病により先住民人口は激減した。植民地時代が下るとメスティーソ（スペイン人と先住民の混血者）が増加し、また、アフリカから黒人奴隷（アフリカ系エクアドル人）も連行され、植民地時代中にスペイン人を頂点とするピラミッド型の人種主義社会が築き上げられた。およそ300年のスペインの植民地支配の間に、土着の人々はスペインの国教だったキリスト教カトリック教会に改宗した。
1717年にサンタ・フェ・デ・ボゴタを中心にしたヌエバ・グラナダ副王領が成立すると、1718年にキトのアウディエンシアは廃止されたが、1722年にアウディエンシアは復活し、再びペルー副王領に組み入れられた。
18世紀後半頃から徐々にクリオーリョ（土着のスペイン人）と、本国から派遣されてくるペニンスラールの利害の対立が大陸的な規模で深まることになり、ペルーのトゥパク・アマルー2世の反乱や、アルト・ペルー（現在のボリビア）のトゥパク・カタリの反乱、ヌエバ・グラナダ（現在のコロンビア）のコムネーロスの反乱などに繋がることになったが、現在のエクアドルに相当する地域ではクリオーリョ自治運動は大きく発展しないまま19世紀を迎えた。

## 独立戦争

アメリカ大陸の解放者シモン・ボリバル

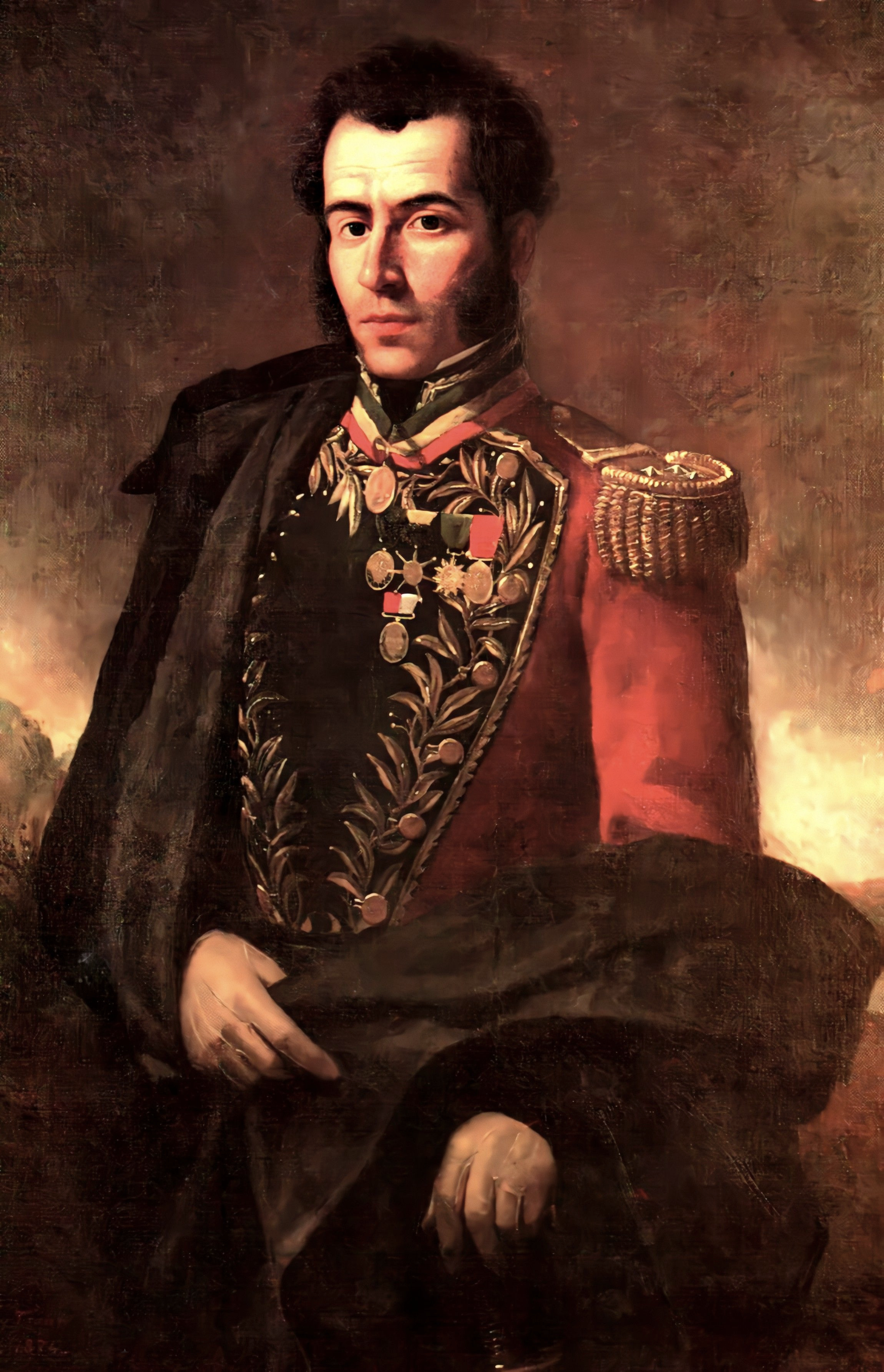
ボリーバルの最も優秀な部下だったアントニオ・ホセ・デ・スクレ元帥

ナポレオン戦争の最中の1808年に、本国スペインにてフランス帝国軍の圧力の下でフェルナンド7世が退位させられ、フランス皇帝ナポレオン1世の兄、ジョゼフがスペイン国王ホセ1世に据えられると、インディアス植民地は偽王への忠誠を拒否し、各地でフェルナンド7世を擁護することを名目に各地でクリオーリョ達によって自治運動が進められた。現在のエクアドルに相当する地域でも1809年8月10日にキトでクリオーリョを主体とした革命評議会により、イスパノアメリカ初の独立宣言がなされた。この運動はペルー副王フェルナンド・アバスカルが派遣した王党派軍によって鎮圧されたが、1820年にチリからアルゼンチン人のホセ・デ・サン＝マルティン率いる解放軍がペルーに上陸すると、もはや副王政府の権威喪失は明らかとなり、1820年10月19日にはグアヤキルが、11月3日にはクエンカが独立を宣言した。
副王軍は独立運動の再鎮圧を図ったが、そこに1821年のカラボボの戦い (1821年)での勝利により、ベネズエラを最終的に解放したコロンビア共和国のシモン・ボリバル率いる解放軍が南下し、1822年5月24日にアントニオ・ホセ・デ・スクレ将軍がピチンチャの戦いで副王軍に決定的な勝利を収め、キト、グアヤキル、クエンカは最終的に解放された。

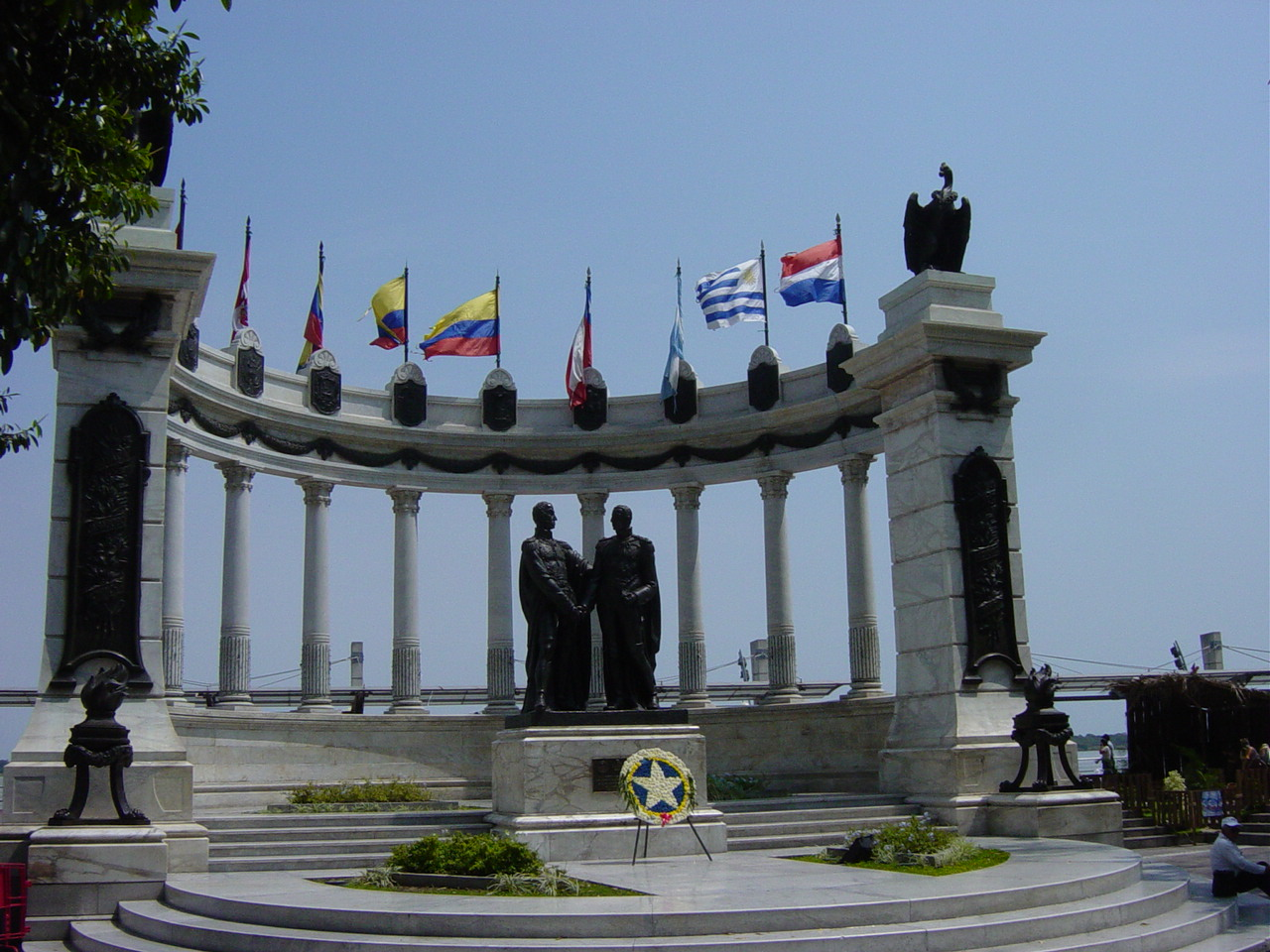
ボリバルとサン＝マルティンの会談、及び南アメリカ独立の記念碑。

ボリバルはグアヤキルをコロンビアに併合しようとしていたが、かつてペルー副王領だった地域をコロンビアに併合することは両国の国民に複雑な影響を与え、ボリバルはペルー護国卿のサン＝マルティンとグアヤキルで会談することになった。この会談でグアヤキルの帰属問題と、ペルー解放戦争の行方についての話し合いが行われたと推測されており、以降サン＝マルティンはペルーの護国卿を辞任し、解放戦争の主導権はボリーバルに受け継がれた。サン＝マルティンがペルーを去ると、1822年にキト、グアヤキル、クエンカは「南部地区」（Distrito del Sur）という名称にまとめられてコロンビアに併合され、現在のベネズエラ、コロンビア、エクアドル、パナマを一国にまとめたグラン・コロンビアが最大版図を達成した。
アルト・ペルーの解放を終え、ボリビアが独立し、南アメリカからスペインの植民地が全て消え去ると1827年にボリバルはボゴタに帰還し、諸共和国を一つにまとめることを試みたが、まもなく1828年に副大統領フランシスコ・デ・パウラ・サンタンデルがボリバルの暗殺を試み、また ボゴタの中央集権を嫌う諸地方の対立、有力カウディージョ間の対立、解放戦争による経済の衰退、教権と自由主義との対立など様々な要因がグラン・コロンビアを支配した。1830年1月13日にベネスエラの支配者ホセ・アントニオ・パエスが完全独立を宣言すると、4月7日、ボリーバルはコロンビア終身大統領を辞任し、ヨーロッパに最後の旅に出ることになった。ボリバル派が多数を占めていた南部地区は1830年5月13日に完全独立を宣言し、初代大統領にスクレ陸軍総監が指名されたが、6月4日にスクレはキトに赴く途中に何者かにより暗殺され、8月10日に南部地区は国名を巡る諸地域の妥協の結果、フアン・ホセ・フローレス大統領の下でエクアドル共和国として独立を宣言した。
1830年12月17日、マグダレーナ川を下る中、ヨーロッパ行きをとりやめた解放者シモン・ボリバルはサンタ・マルタ付近で失意の内に病死した。1831年にラファエル・ウルダネータ政権が崩壊すると、最後に残っていたヌエバ・グラナダ共和国がコロンビアから独立し、コロンビア共和国は消滅した。

## 保守主義の時代

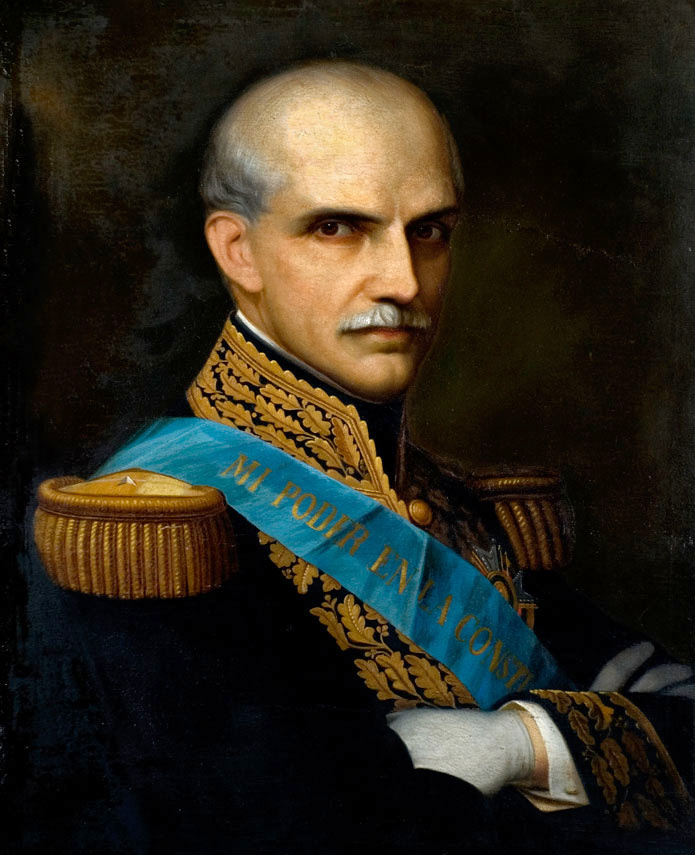
保守政治家、ガブリエル・ガルシア・モレノ。カトリック教会の威信を重視する当時の保守派の観点から、1873年にエクアドルを「イエスの聖心」に捧げた。

独立後、フローレス政権はシエラのキトの寡頭支配層を支持基盤に専制政治を敷いたが、ペルー、ヌエバ・グラナダとの紛争や、国内での内戦が相次いだ。独立時のエクアドルは、現在のエクアドルの約4倍程の面積だったが、対外戦争により広大な領土が徐々に近隣諸国に併合されることになった。1832年にはヌエバ・グラナダ共和国との戦争に敗北し、カルチ川北部を割譲している。独立後もフローレスの独裁は続いたが、1845年3月に三月革命が勃発し、グアヤキル出身のビセンテ・ラモン・ロカが政権に就いた。しかし、反フローレス派の寄せ集めという感が拭えなかったこの革命はすぐに路線に迷い、以降フローレス派と反フローレス派の抗争が続いた。
1859年のペルーとの戦争（エクアドル・ペルー戦争 (1858年 - 1860年)）が勃発し、ラモン・カスティージャ将軍の指揮するペルー陸軍がエクアドル南部を進撃し、ペルー海軍によりグアヤキル港が封鎖された。ギジェルモ・フランコ (エクアドルの将軍)大統領はペルーにアマゾン地域の割譲を申し出るが、これにガブリエル・ガルシア・モレノが反発し、1860年にフランコは失脚した。
同年、シエラ出身の保守主義者のガブリエル・ガルシア・モレノがカトリック教会の支援の下、反ペルーを旗印にエクアドルを統一した。モレノが1861年に大統領に就任すると、エクアドル自由党はグラナダ連合に逃亡し、モスケーラ大統領の支援を受けてモレノに反撃すると、モレノは1862年に自由党を支援するグラナダ連合に宣戦布告し、ヌエバ・グラナダに侵攻したが、大敗を喫した。1862年にモレノ政権はバチカンとコンコルダート（政教協約）を結んでカトリックをエクアドルの国教に定め、モレノが制定した1869年憲法ではカトリック教会の公教育に対する特権が認められた。また、1864年にコロンビア合衆国の支援を受けて侵攻してきた元大統領のウルビーノを破った。モレノの親カトリック的な傾向はさらに進み、1873年の議会でエクアドル共和国は「イエスの聖心」に捧げられることになった。このように政治と教会の距離はモレノによって縮められたが、他方でモレノ時代には軍隊や鉄道、大学が整備され、多くの科学者や技術者がヨーロッパから招聘された。また、モレノは自由主義者が主張していたインディオの共有地を解体して私有地化し、インディオから土地を奪うことを拒否している。一方で、この時期にコスタでのプランテーション作物が主要産業になると、徐々にコスタの資本家が力をつけ、1867年にはグアヤキルにエクアドル銀行が設立されている。こうしてモレノを代表とするキト＝シエラ（山岳部）の大土地所有者（保守主義）と、グアヤキル＝コスタ（海岸部）の財閥（自由主義）の対立が進行した。1875年にモレノは再選したが、間もなく暗殺された。

## 自由主義革命の時代

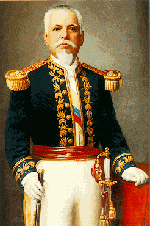
自由主義革命を進めたエロイ・アルファロ

19世紀後半には、カカオを求める世界の需要が高まり、シエラからコスタまでの商品流通経路が築かれ、同時にエクアドルは世界経済にプランテーション作物を供給するモノカルチャー国家として組み込まれることになった。
モレノが暗殺されると地方間のキトとグアヤキルの対立が深まるが、自由党派のイグナシオ・デ・ベインテミージャ将軍が1876年に政権に就き、独裁政治を行った。しかし、1883年に保守党が反乱を起こすと、残忍な政治手法により自由党からも支持を失っていたベインテミージャは失脚し、ホセ・マリーア・プラシオ・カーマニョによる暫定政権が誕生する。カーマニョは保守的なカトリック擁護政治を行い、1888年に任期を全うした。同年、アントニオ・フローレス・ヒホンが大統領に就任し、自由主義者の政治が再開する。
1890年にはグアヤキルの資本家を支持者に自由党が結成された。1892年にフローレスに続き、同じく保守派のルイス・コルデロが大統領に就任した。1895年5月に日清戦争中の日本に対するチリの軍艦エスメラルダ号売却に際して、「国旗売却事件」のスキャンダルが発覚すると、民衆の不満が爆発し、コルデロ政権は崩壊した。この事件で生まれた政治的空白を利用して1895年に急進派が武装蜂起し、革命評議会が結成されて自由党派のエロイ・アルファロ将軍が大統領に就任した。モレノの独裁に抵抗して中央アメリカに亡命し、「老練な闘士」と呼ばれていたアルファロは、断固として自由主義的な政治を進め、ここにエクアドルの自由主義革命が始まった。アルファロの時代に様々な物事が世俗化され、1897年、1906年の二度の憲法改正による公教育の世俗化や、教会財産の没収などが行われ、1899年には士官学校が創設された。1908年にはアメリカ合衆国の資本でキトとグアヤキルを結ぶ鉄道が建設された。1912年にアルファロは暗殺されたが、カカオ価格の低迷などの困難な状況の中でも、1925年までグアヤキルの自由主義者＝金融業者による政治が進むことになったため、この時期を金融寡頭支配層期と呼ぶこともある。

## 政治的不安定とアマゾン国家の悲劇
1925年7月、軍内部の青年将校はクーデターを起こしてグアヤキルの自由主義者を政権から排除し、この七月革命によって新たに労働者と中間層を基盤とした軍政が敷かれることになった。革命に拠って成立したイシドロ・アヨラ政権は自由貿易から国家主導の工業化を目指し、並行して労働者保護も行っている。しかし、1929年の世界恐慌によりエクアドルも大きな打撃を受けると、社会不安と混乱が続き、1931年にアヨラ政権がクーデターで崩壊すると、以降エクアドルの政局は大混乱に陥った。
混乱が続いた後、1933年の大統領選挙では、労働者からの圧倒的な支持を受けて80%を越える得票率でホセ・マリア・ベラスコ・イバラが圧勝し、エクアドル史に始めて姿を現した。ベラスコ・イバラは雄弁術が巧みで民衆動員に長け、寡頭支配層に敵対するポプリスモ政治家としての能力はあったが、現実的な経済問題を解決することも社会改革を行うだけの力量もなく、政権に就いても行えることは独裁を強めるだけであった。ベラスコ・イバラはこの後五度（1933年-1935年、1944年-1947年、1952年-1956年、1960年-1961年、1968年-1971年）大統領に就任するが、四年の任期を全う出来たのは三度目のみだった。しかし、以降40年間に渡り、エクアドルの現代史にはこのポプリスタが政界に君臨することになる。
ベラスコ・イバラは独裁的な姿勢を採ったため、1935年に軍事クーデターで失脚した。その後政治的な混乱が続いた後、1940年に不正選挙でベラスコ・イバラを破り、グアヤキルの寡頭支配層を代表したカルロス・アロヨ・デル・リオが大統領に就任するが、アロヨ政権は第二次世界大戦においてドイツ資本の追放など、親米政策を採ったことと、任期中のインフレの進行などが、エクアドル人の民族主義を逆撫でした。さらにアロヨ政権は間もなく大きな国難にぶつかることになる。
1941年に隣国のペルーと国境を接するアマゾン地域の領土問題が紛糾し、同年、両国の緊張は遂にエクアドル・ペルー戦争へと発展した。ペルーは領内におけるエクアドル軍の存在を侵略であると主張し、一方エクアドルはペルーこそが侵略者だと主張した。最終的に、1941年7月23日にペルーはエクアドルへの侵攻を開始した。ペルー軍は大挙してサルミーヤ川を渡河し、エクアドルのオロ県に進むと、係争地域の全てにおいてエクアドル軍を破り、エクアドルのオロ県とロハ県の一部分(国土全体のおよそ6%)を占領した。ペルーはエクアドルに係争地域の領有権の主張を撤回することを要求し、ペルー海軍はグアヤキル港を封鎖し、エクアドル軍の補給を絶った。こうして数週間の戦闘の後、アメリカ合衆国とラテンアメリカ諸国による圧力により戦争は終わった。エクアドルとペルーは1942年1月29日に第二次世界大戦における、枢軸国との戦いを約束するリオデジャネイロ議定書で一致した。エクアドルはこの議定書でアマゾン地域の領有権を放棄し、ペルーはこの議定書により係争地域の25万km2を獲得した。この敗北により、アロヨ政権は孤立し、また後のエクアドル・ペルー間の関係も大きく悪化した。その後二度の戦争があり、両国間の緊張は続いたが、最終的に1998年にエクアドルは遂にこのアマゾンの失陥を正式に認めることになった。

## 軍政とポプリスモ
1944年5月、軍、共産党、社会党を巻き込んだ広範な民衆蜂起により、アロヨ政権が崩壊し、亡命先のコロンビアから帰国したベラスコ・イバラが大統領に就任し、五月革命が成功した。しかし、第二次イバラ政権下で腐敗政治とインフレが進み、1947年に軍事クーデターでベラスコ・イバラは失脚し、アルゼンチンに亡命した。1948年に自由党系のガーロ・プラサが大統領選挙で勝利した。プラサ政権は地震や軍の反乱などに見舞われたが、この時期に東部アマゾンの油田が合衆国資本のシェル石油によって開発された。また、1949年以降ユナイテッド・フルーツ社をエクアドルに誘致した。
1952年にベラスコ・イバラが大統領選挙で勝利し、第三次イバラ政権が誕生した。同時に前政権のユナイテッド・フルーツ社誘致により、この年からバナナがエクアドル最大の輸出品目になった。このバナナによりコスタで新たな富裕層が生まれ、同時に農村部にてワシプンゴ制のような半封建的な労働関係から、資本主義的な労働関係への移行が進み、階層分化も進んだ。このような階層分化から、農地改革を求める農民が出現するが、ベラスコ・イバラはこれを強権的に弾圧した。
1956年にベラスコ・イバラは任期を全うし、キリスト教社会党から出馬したカミーロ・ポンセがプラサ政権以来の外資導入による農業、油田、鉱業の開発を進めた。しかし、1959年にバナナブームが終焉すると、ポンセ政権は不安定化し、1960年にはベラスコ・イバラが大統領に就任した。第四次ベラスコ・イバラ政権は1960年に1942年のリオデジャネイロ議定書を無効と宣言し、ペルーのアマゾン領有を認めない姿勢をとって民族主義色を打ち出し、この時からエクアドルは「アマゾン国家」であることを標榜するようになったが、経済の衰退に対処できず、翌1961年に失脚した。後を継いだ副大統領カルロス・フリオ・モンロイの時代に、キューバ革命の影響を受けてエクアドル青年革命同盟がゲリラ戦を開始し、1962年にはキューバとの断交を決意した。1963年にモンロイはゲリラに脅威を覚えた軍部のクーデターにより失脚し、海軍のラモン・カストロ・ヒホン提督が政権に就いたが、左翼勢力を弾圧する一方で「進歩のための同盟」の要請に基づいて行われた農地改革は遅々として進まず、国内がまとまらないまま1966年にヒホン政権は崩壊した。
ヒホン政権崩壊後は、グアヤキルの資本家を支持層に持ったオットー・アロセメナが大統領に就任し、1968年にアロセメナが失脚すると、同年第五次ベラスコ・イバラ政権が誕生した。インフレが進み、対外債務も増大する中、1970年にベラスコ・イバラは独裁宣言を行うが、1972年に大統領選挙を4ヶ月前にして地主、学生の抵抗を受け、軍事クーデターにより失脚し、アルゼンチンに亡命した。

## 革新的軍事政権
1972年、政権を握った軍部からギジェルモ・ロドリゲス・ララ将軍が大統領に就任した。ロドリゲス将軍は当時ペルー革命を推進していたベラスコ将軍に倣って「革命的民族主義」を掲げ、軍事評議会による民族主義的路線で政権運営をした。また、国際石油資本はエクアドルのアマゾン地域における石油資源に目をつけ、同年8月にアマゾン地域から海岸までのパイプラインを完成させ、エクアドルを南アメリカ第二の石油輸出国へと導いた。
このようにエクアドルでは外資による石油の開発が進んでいたが、軍事政権はエクアドル国営石油会社を設立し、資源ナショナリズムを推進して外国資本に奪われていた石油を取り戻し、石油収入を元手に民族主義政策を進め、1973年6月にはエクアドルは石油輸出国機構（OPEC）に加盟した。1974年にはキューバとも国交を回復し、寡頭支配層を切り崩すほどの成果は挙げられなかったものの、農地改革と税制改革が実行された。しかし、このような民族主義政策は対米関係の悪化を招き、こうした動きに反対する軍内部の保守派による1975年のクーデターは阻止されたが、軍内部の保守派と革新派の分裂はもはや修復できなかった。
翌1976年1月に軍部保守派のアルフレド・ポベダ・ブルバーノ海軍中将がクーデターを起こすと、ロドリゲス将軍は失脚した。ブルバーノ政権は保守化し、軍事政権はもはや民族主義的な政策を行うことはなく、再び外資導入が進められた。また、ブルバーノは労働者への弾圧を強め、1977年10月にアストラ製糖工場でストが発生した時には、武装警察を出動させて政府発表で24人を虐殺した。軍事政権は民政移管を約束し、1978年には新憲法草案が国民投票で可決された。同年、ペルーとの軍事衝突が発生したものの、1979年には平和裏に民政移管した。

## 民政移管以降

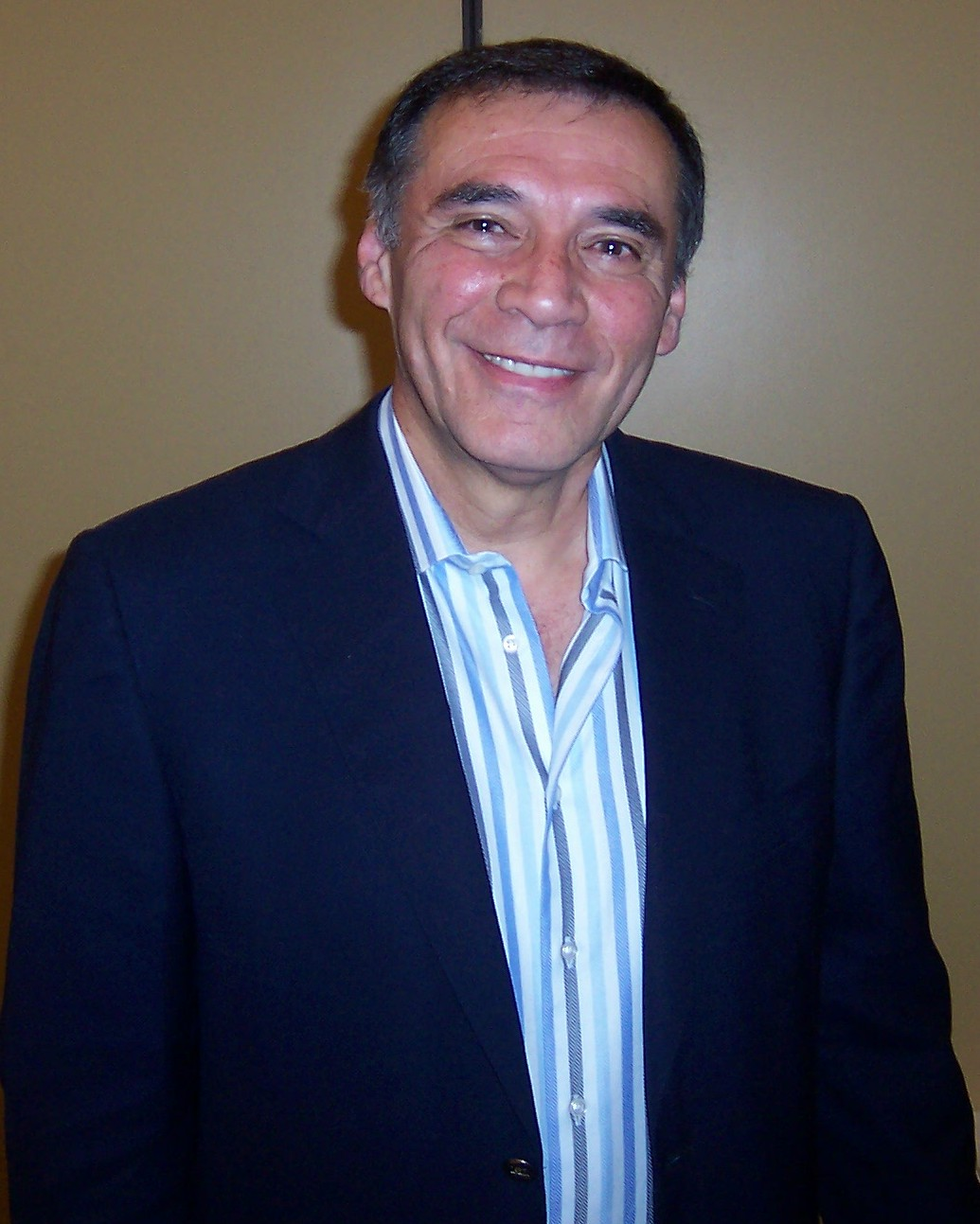
「ドル化政策」を行ったハミル・マワ。レバノン系。

1979年には新憲法下初の選挙により、キリスト教民主主義の人民結集党のハイメ・ロルドス・アギレーラが大統領に就任した。ロルドスは民主主義、社会正義を訴え、ニカラグアでの内戦に際し、アナスタシオ・ソモサ・デバイレ独裁政権と断交してサンディニスタ民族解放戦線を支持した。しかし1981年5月24日にロルドスは飛行機事故で急死し、オスバルド・ウルタード副大統領が大統領に昇格した。1982年までにウルタード政権は慢性の政情不安に加えてハイパーインフレ、財政赤字、国内産業の競争力低下などの経済恐慌に直面し、緊縮政策を採ることとなった。1984年にはキリスト教社会党からレオン・フェブレス・コルデーロが大統領に就任した。この政権は親米路線をとったが、1987年大地震が発生。石油パイプラインが破壊されるなど激甚な被害を受け、対外債務利子支払い停止の緊急措置を発動した。
1988年に民主左翼党から就任したロドリゴ・ボルハ大統領は、財政赤字の削減、インフレ抑制に尽力するが国民の不満によって退陣した。1991年埋蔵石油をめぐりペルーと国境紛争がおきていたが、この年、両国は非武装地域の設置で合意した。1992年には共和連合党からシスト・ドゥラン・バジェンが大統領に就任した。保守派のドゥラン政権は新自由主義政策を進め、石油輸出国機構からも脱退した。さらにドゥラン政権は1995年にペルーのアルベルト・フヒモリ政権と再びアマゾンの領有主張地域を巡って衝突したが、このセネパ紛争で敗北した。1996年にエクアドル・ロルドス党からレバノン系のアブダラ・ブカラムが大統領に就任した。ブカラムは当初はポプリスモを公約に掲げて就任したが、就任後は一転して直ちに新自由主義政策を採った。奇行と腐敗政治がなされ、民衆蜂起と国会の罷免や軍の運動により、ブカラムは1997年2月に失脚し、パナマに亡命した。
1998年に人民民主党から就任したレバノン系のハミル・マワ大統領は、同年10月26日に結ばれたブラジリア議定書によりアマゾン地域の放棄を正式に認め、国民もこの措置を受け入れた。以降ペルーとの友好関係が不本意ながらも再開することになった。しかし、ハイパーインフレは年々悪化し続け、2000年には25,000スクレが1米ドルに値するほどエクアドルの通貨価値は低下していた。2000年1月9日にマワ大統領は進行中の経済恐慌を防ぐためにエクアドルの公式の通貨として米ドルを採用する意志を発表した。2000年9月10日にエクアドルの通貨に米ドルを正式採用し、それまで流通していたスクレは使用されなくなった。しかし、民衆の不満は募り、救国評議会の蜂起によりマワが失脚すると、アルバロ・ノボアが暫定大統領に就任した。
2003年に軍と先住民組織の支持により、ルシオ・グティエレスが大統領に就任するが、情勢不安定と経済不況が続き、2004年12月の特別国会で最高裁判事の大部分を更迭した。しかし、この措置に対する批判が高まり、全国規模でデモが展開され、2005年4月に、国会はグティエレス大統領を罷免した。同月、副大統領アルフレド・パラシオが大統領へと就任した。
2006年11月26日にアルバロ・ノボアとラファエル・コレアが大統領選挙に出馬し、コレアが1979年以来の最高有効票を獲得して大統領に就任した。
コレアはベネズエラのウゴ・チャベス政権や、ボリビアのエボ・モラレス政権などの反米左派政権との関係を深め、親米右派を掲げるコロンビアのアルバロ・ウリベ政権に対する干渉的な政策を採っている。
コレア大統領は大統領選挙の公約（新憲法制定のための制憲議会の設置等）を、議会に確たる支持基盤を持たない中で積極的に推し進め、2008年10月20日新憲法発効を実現。2009年4月26日に新憲法に基づく総選挙が実施され、コレア大統領が再選した。コレア大統領に対する支持は根強く、2013年2月の選挙でも約57％の得票率で再選を果たし、大統領選と同時期に実施された国会議員選において与党国家同盟党は137議席中100議席を占める大勝を果たした。
2013年5月に発足した第2次コレア政権は、メディアに対する規制の強化や大統領の三選を禁止する規定の改定を含む憲法改正を進めるなど、より強権的な政治運営を進めた。一方で、経済を重視し、産業多角化を目指し、海外投資に対する関心を表明するなど、少しずつ開放経済に向けた改革を進めた。2014年後半からの国際的な原油安とドル高を受けた財政の悪化や輸入規制等の対抗措置により国民生活に影響が出た。大統領による相続税改正法案等の国会への提出を契機として、労働者、先住民等一部の国民の不満が高まり、2015年6月以降全国各地で抗議活動が継続的に発生した。
2017年4月2日、与党モレノ候補（前副大統領）と野党ラッソ候補との間で大統領選挙決選投票が実施され、モレノ候補が51.15％を獲得して、大統領に当選した。また、国会議員選挙では、議会（一院制）の中で国家同盟党（AP）が議席を減らし（100議席から74議席へ）、野党各党が議席を増やした。モレノ政権は、コレア前政権を継承し、社会的再分配や社会資本整備を重要視するも、原油・一次産品価格低迷の中、ドル化経済の貿易収支の悪化への対応、財政の緊縮と建て直し、対外債務の再交渉、産業の多角化と外国投資誘致等の課題に対応し、より自由、かつ開放的な経済を目指した。また、2018年2月4日には汚職対策や憲法改正に関する立場を問う国民投票が実施された。
2021年4月の大統領決選投票にて、ギジェルモ・ラッソ候補がコレア元大統領派である希望のための団結（UNES）のアラウス候補に僅差で勝利し、同年5月に大統領に就任した。ラッソ大統領は、EUや米国等との関係強化、マルチの枠組みを尊重し国際金融機関との関係強化を目指すと明言している。議会においては、与党機会創造党（CREO）は、全137議席中12議席を占める少数与党であり、左派勢力との関係を踏まえた議会運営は大きな課題となっている。

## 脚註

### 註釈
1. ↑  20万km2とする資料もある[27]。
2. ↑  労組発表では120人[36]。